# Lefeng, Fujian
Lefeng (kinesiska: 乐峰) är en köping i sydöstra Kina. Den ligger i Nan'an i staden Quanzhou i provinsen Fujian, omkring 120 kilometer sydväst om provinshuvudstaden Fuzhou. Antalet invånare är 26717. Befolkningen består av 13 642 kvinnor och 13 075 män. Barn under 15 år utgör 16,0 %, vuxna 15-64 år 74 %, och äldre över 65 år 9,0 %.